# Foster Wikner Warferry
O Foster Wikner Warferry (ou Foster Wikner Wicko) é um avião monoplano produzido pela Foster Wikner e utilizado pela Royal Air Force do Reino Unido durante a Segunda Guerra Mundial para comunicações.